# Етиопија на Зимским олимпијским играма 2010.
Етиопији је ово било друго учешће на Зимским олимпијским играма. Делегацију Етиопије, на Зимским олимпијским играма 2010. у Ванкуверу представљао је 1 такмичар који се такмичио у скијашком трчању.
Етиопски олимпијски тим је остао у групи екипа које нису освојиле ниједну медаљу.
Заставу Етиопије на свечаном отварању Олимпијских игара 2010. носио је једини етиопски такмичар нордијски скијаш Robel Teklemariam.

## Скијашко трчање
Мушкарци
| Такмичар           | Дисциплина     | Финале  | Финале    | Финале       |
| Такмичар           | Дисциплина     | Време   | Заостатак | Место/учес.  |
| ------------------ | -------------- | ------- | --------- | ------------ |
| Робел Теклемаријам | 15 км слободно | 45:18,9 | 11:42,6   | 93 / 95 (96) |